# Herold Jansson
Carl August Herold Jansson (Copenaghen, 13 novembre 1899 – Frederiksberg, 23 aprile 1965) è stato un ginnasta danese.

## Palmarès

### Olimpiadi
- 1 medaglia:
  - 1 oro (Anversa 1920 nel concorso libero a squadre)